# Pełzająca śmierć
Pełzająca śmierć (ang. Crawl) – amerykański horror z 2019 roku w reżyserii Alexandre’a Aja, wyprodukowany przez wytwórnię Paramount Pictures. Główne role w filmie zagrali Kaya Scodelario i Barry Pepper. Zdjęcia kręcono w Belgradzie.
Premiera filmu odbyła się 12 lipca 2019 w Stanach Zjednoczonych. Dwa tygodnie później, 26 lipca, obraz trafił do kin na terenie Polski.

## Fabuła
Nad Florydę nadciąga silny huragan, władze stanu ogłaszają ewakuację. Haley Keller (Kaya Scodelario) ignoruje ostrzeżenia i jedzie do rodzinnego Coral Lake, aby odnaleźć swojego ojca Dave’a (Barry Pepper), z którym nie może się skontaktować. Okazuje się, że ojciec dziewczyny jest ranny. Kiedy w miasteczko uderza burza, oboje zostają uwięzieni w piwnicy. Wraz z powodzią w domu pojawia się potężny drapieżnik w postaci gigantycznego aligatora.

## Obsada
- Kaya Scodelario jako Haley Keller
- Barry Pepper jako Dave Keller
- Ross Anderson jako Wayne Taylor
- Anson Boon jako Stan
- Jose Palma jako Pete
- George Somner jako Marv
- Ami Metcalf jako Lee
- Morfydd Clark jako Beth Keller
- Annamaria Serda jako Emma
- Savannah Steyn jako Lisa

## Odbiór

### Zysk
Film Pełzająca śmierć zarobił 39 milionów dolarów w Stanach Zjednoczonych i Kanadzie oraz 52,5 miliona dolarów w pozostałych państwach; łącznie 91,5 miliona dolarów w stosunku do budżetu produkcyjnego 13,5 miliona dolarów.

### Krytyka
Film Pełzająca śmierć spotkał się z pozytywną reakcją krytyków. W serwisie Rotten Tomatoes 83% ze 183 recenzji filmu jest pozytywne (średnia ocen wyniosła 6,47 na 10). Na portalu Metacritic średnia ocen z 31 recenzji wyniosła 60 punktów na 100.
Serwis Prime News wymienił Pełzającą śmierć na liście dziesięciu najlepszych filmów o tematyce survivalowej.